# Saint Sébastien secouru par les saintes femmes
Saint Sébastien secouru par les saintes femmes est un tableau réalisé par le peintre français Eugène Delacroix en 1836. De format horizontal, cette huile sur toile est une peinture chrétienne qui représente Sébastien se faisant secourir par deux femmes, au terme de son martyre. Étendu nu contre la base d'un tronc d'arbre, le jeune homme a perdu connaissance alors qu'Irène de Rome retire une flèche de son épaule et qu'une consœur cache l'amphore qu'elle lui apporte aux soldats romains qui s'éloignent à cheval dans le lointain.
Exposée au Salon, à Paris, l'année de sa création, l'œuvre est achetée à l'artiste en 1837 via le Fonds national d'art contemporain, et elle se trouve depuis cette même année en dépôt à Nantua, dans l'Ain. Conservée dans l'église Saint-Michel de Nantua, elle est classée monument historique au titre objet le 15 octobre 1903.